# Kanton Paimpol
Kanton Paimpol (fr. Canton de Paimpol) je francouzský kanton v departementu Côtes-d'Armor v regionu Bretaň. Tvoří ho sedm obcí.

## Obce kantonu
- Île-de-Bréhat
- Kerfot
- Paimpol
- Yvias
- Ploubazlanec
- Plouézec
- Plourivo